# Tavola degli integrali indefiniti di funzioni esponenziali
Questa pagina contiene una tavola di integrali indefiniti di funzioni esponenziali. Per altri integrali, vedi Tavole di integrali.
{\displaystyle \int e^{cx}\;\mathrm {d} x={\frac {1}{c}}e^{cx}}
{\displaystyle \int a^{cx}\;\mathrm {d} x={\frac {1}{c\log a}}a^{cx}\qquad {\mbox{(per }}a>0,{\mbox{ }}a\neq 1{\mbox{)}}}
{\displaystyle \int x^{n}e^{cx}\;\mathrm {d} x={\frac {1}{c}}x^{n}e^{cx}-{\frac {n}{c}}\int x^{n-1}e^{cx}\mathrm {d} x}
che ha, come casi particolari: 
- {\displaystyle \int xe^{cx}\;\mathrm {d} x={\frac {e^{cx}}{c^{2}}}(cx-1)}
- {\displaystyle \int x^{2}e^{cx}\;\mathrm {d} x=e^{cx}\left({\frac {x^{2}}{c}}-{\frac {2x}{c^{2}}}+{\frac {2}{c^{3}}}\right)}

Applico l'integrazione per parti: {\displaystyle \int f'g\;\mathrm {d} x=fg-\int fg'\;\mathrm {d} x}

con 
- {\displaystyle f'=e^{cx}\,\!}
- {\displaystyle g=x^{n}}

E di conseguenza

- {\displaystyle f={\frac {1}{c}}e^{cx}}
- {\displaystyle g'=nx^{n-1}}

Avremo allora

{\displaystyle \int x^{n}e^{cx}\;\mathrm {d} x={\frac {1}{c}}e^{cx}x^{n}-\int {\frac {1}{c}}e^{cx}nx^{n-1}\mathrm {d} x\;={\frac {1}{c}}x^{n}e^{cx}-{\frac {n}{c}}\int x^{n-1}e^{cx}\mathrm {d} x}
 c.v.d.
{\displaystyle \int {\frac {e^{cx}\;\mathrm {d} x}{x}}=\log |x|+\sum _{i=1}^{\infty }{\frac {(cx)^{i}}{i\cdot i!}}}
{\displaystyle \int {\frac {e^{cx}\;\mathrm {d} x}{x^{n}}}={\frac {1}{n-1}}\left(-{\frac {e^{cx}}{x^{n-1}}}+c\int {\frac {e^{cx}\mathrm {d} x}{x^{n-1}}}\right)\qquad {\mbox{(per }}n\neq 1{\mbox{)}}}
{\displaystyle \int e^{cx}\ln x\;\mathrm {d} x={\frac {1}{c}}\left(e^{cx}\log |x|-\int {\frac {e^{cx}\mathrm {d} x}{x}}\right)}
{\displaystyle \int e^{cx}\sin bx\;\mathrm {d} x={\frac {e^{cx}}{c^{2}+b^{2}}}(c\sin bx-b\cos bx)}
{\displaystyle \int e^{cx}\cos bx\;\mathrm {d} x={\frac {e^{cx}}{c^{2}+b^{2}}}(c\cos bx+b\sin bx)}
{\displaystyle \int e^{cx}\sin ^{n}x\;\mathrm {d} x={\frac {e^{cx}\sin ^{n-1}x}{c^{2}+n^{2}}}(c\sin x-n\cos x)+{\frac {n(n-1)}{c^{2}+n^{2}}}\int e^{cx}\sin ^{n-2}x\;\mathrm {d} x}
{\displaystyle \int e^{cx}\cos ^{n}x\;\mathrm {d} x={\frac {e^{cx}\cos ^{n-1}x}{c^{2}+n^{2}}}(c\cos x+n\sin x)+{\frac {n(n-1)}{c^{2}+n^{2}}}\int e^{cx}\cos ^{n-2}x\;\mathrm {d} x}
{\displaystyle \int {1 \over \sigma {\sqrt {2\pi }}}\,e^{-{(x-\mu )^{2}/2\sigma ^{2}}}\;={\mbox{erf}}\,{\frac {x-\mu }{\sigma {\sqrt {2}}}}}